# Ian Woods
Ian Woods (* 7. Juni 1966 in Dalbeattie) ist ein ehemaliger britischer Biathlet.

## Karriere
Bereits 1984 nahm Ian Woods an den Olympischen Winterspielen in Sarajevo teil, ohne vorher je ein internationales Rennen bestritten zu haben. Das Einzelrennen beendete er auf einem starken 14. Rang von 44 Teilnehmern. Seine erste Weltmeisterschaft bestritt der Brite allerdings erst 1989 in Feistritz an der Drau, wo er 76. des Sprints wurde und das Einzel nicht beendete. Ein Jahr später wurde Woods 61. des Sprints und 69. des Einzels, 1991 in Lahti 54. des Einzels, 60. des Sprints und mit Kenneth Rudd, Malcolm Hamilton und Mike Dixon 14. im Staffelrennen. 1992 nahm Woods in Albertville zum zweiten Mal an Olympischen Winterspielen teil und belegte Rang 72 im Sprint und wurde mit Dixon, Paul Ryan und Rudd Staffel-18. Bei den zwischenolympischen Weltmeisterschaften in Borowez kam Woods auf die Plätze 81 im Sprint, 62 im Einzel und wurde als Startläufer der Staffel mit Dixon, Rudd und Ryan 21. Der Karriereabschluss wurden die Olympischen Winterspiele 1994 in Lillehammer, wo er in allen drei Rennen eingesetzt wurde. Im Sprint wurde er 49., im Einzel 54. sowie mit Dixon, Mark Gee und Rudd 17. im Staffelwettbewerb. Nach dieser Saison beendete Ian Woods mit 27 Jahren seine Karriere.

## Statistiken

### Biathlon-Weltcup-Platzierungen
Die Tabelle zeigt alle Platzierungen (je nach Austragungsjahr einschließlich Olympische Spiele und Weltmeisterschaften).
- 1.–3. Platz: Anzahl der Podiumsplatzierungen
- Top 10: Anzahl der Platzierungen unter den ersten zehn (einschließlich Podium)
- Punkteränge: Anzahl der Platzierungen innerhalb der Punkteränge (einschließlich Podium und Top 10)
- Starts: Anzahl gelaufener Rennen in der jeweiligen Disziplin

| Platzierung         | Einzel | Sprint | Verfolgung | Massenstart | Team | Staffel | Gesamt |
| ------------------- | ------ | ------ | ---------- | ----------- | ---- | ------- | ------ |
| 1. Platz            |        |        |            |             |      |         |        |
| 2. Platz            |        |        |            |             |      |         |        |
| 3. Platz            |        |        |            |             |      |         |        |
| Top 10              |        |        |            |             |      |         |        |
| Punkteränge         |        |        |            |             | 4    | 20      | 24     |
| Starts              | 26     | 28     |            |             | 4    | 20      | 78     |
| Stand: Karriereende |        |        |            |             |      |         |        |

### Olympische Winterspiele
Ergebnisse bei Olympischen Winterspielen:
|                                             | Einzelwettbewerbe | Einzelwettbewerbe | Einzelwettbewerbe | Einzelwettbewerbe | Staffelwettbewerbe |
| Einzel                                      | Sprint            | Verfolgung        | Massenstart       | Herrenstaffel     |                    |
| ------------------------------------------- | ----------------- | ----------------- | ----------------- | ----------------- | ------------------ |
| Olympische Winterspiele 1984 \| Sarajevo    | 14.               | –                 | –                 | –                 | –                  |
| Olympische Winterspiele 1992 \| Albertville | –                 | 72.               | –                 | –                 | 18.                |
| Olympische Winterspiele 1994 \| Lillehammer | 54.               | 49.               | –                 | –                 | 17.                |

### Biathlon-Weltmeisterschaften
1992 und 1994 wurden reine Teamweltmeisterschaften ausgetragen.
| Weltmeisterschaften | Weltmeisterschaften      | Einzelwettbewerbe | Einzelwettbewerbe | Einzelwettbewerbe | Einzelwettbewerbe | Staffelwettbewerbe | Staffelwettbewerbe   |
| Jahr                | Ort                      | Einzel            | Sprint            | Verfolgung        | Massenstart       | Herrenstaffel      | Mannschaftswettkampf |
| ------------------- | ------------------------ | ----------------- | ----------------- | ----------------- | ----------------- | ------------------ | -------------------- |
| 1989                | Feistritz                | DNF               | 76.               | –                 | –                 | 13.                | –                    |
| 1990                | Minsk/ Oslo/ Kontiolahti | 69.               | 61.               | –                 | –                 | –                  | –                    |
| 1991                | Lahti                    | 51.               | 60.               | –                 | –                 | 14.                | –                    |
| 1992                | Nowosibirsk              | –                 | –                 | –                 | –                 | –                  | 9.                   |
| 1993                | Borowez                  | 62.               | 81.               | –                 | –                 | 21.                | 20.                  |
| 1994                | Canmore                  | –                 | –                 | –                 | –                 | –                  | 10.                  |